# 神奈川県立上溝南高等学校
神奈川県立上溝南高等学校（かながわけんりつ かみみぞみなみこうとうがっこう）は、神奈川県相模原市中央区上溝に所在する公立の高等学校。1973年から1987年まで神奈川県が行った県立高校百校計画校の一校である。

## 設置学科
- 普通科

## 沿革
- 1976年4月 - 神奈川県立相原高等学校内仮校舎にて開校。県央学区に所属。
- 1977年4月 - 新校舎（現在地）に移転。
- 1981年 - 学区改編により県北学区に所属。
- 1990年 - 学区改編により相模原北部津久井学区に所属。神奈川県立相模原高等学校（県相）に次ぐ学区2番手校となる。
- 2002年4月 - 学校週5日制の実施に伴い、独自の90分授業体制を取り入れる。
- 2005年 - 学区制度廃止。
- 2016年 - 開校40周年
- 2021年 - 県の施策に備え、古くなった北棟の耐震工事が始まる。これにより北棟にある3年生の教室及び特別教室の一部などが夏季休業中に仮設校舎に移行。令和4年度には工事が完了する予定である。また、令和5年度には体育館の工事をする予定がある[1]。

## 概要
最寄駅から徒歩6分という立地のため比較的広範囲からの通学が可能である。
東京都に隣接している神奈川県相模原市に立地していることもあり、東京都や神奈川県の私立大学への進学者が多い。青山学院大学、明治学院大学、東京理科大学、法政大学、中央大学、等の私立大学への指定校推薦枠がある。
上溝の「かみ」、明るく温かなイメージで、生徒が健やかに育つようにとの意味を込めた南の「なん」ということで、同校及び周辺校の生徒からは「かみなん」または「みなみ」と略して呼ばれている。
現在の校舎が完成した1977年4月に新設された神奈川県立綾瀬高等学校が1977年4月から1978年3月まで間借りしていた。神奈川県立綾瀬高等学校が自校の新校舎へ移転するときに感謝の意をこめて寄贈された「贈　神奈川県立綾瀬高等学校生徒会」と書かれた鏡が現在も昇降口に設置されている。

## 90分授業体制
2002年4月から学校週5日制の実施に伴い、90分授業体制が取り入れられた。特色としても挙げられることが多い。
通常50分×6単位の1日の授業課程を、90分×3単位＋50分×1単位に変えるユニークな試みである。1授業90分（通常50分のほぼ2単位分）ということで充実した授業を生むことができ、1つの科目に徹底させることができるとされる。また通常週30単位のところを、週20単位まで収縮することに成功している。
2015年には、45分×7単位(水曜日と金曜日は6単位)に変更された。
2017年から50分×6単位に戻されており、2021年現在も続いている。

## 学園祭
毎年9月に「上南祭（じょうなんさい）」が行われる。校名の通称は「上南（かみなん）」と呼ばれているが、学校祭の名称は「上南祭（じょうなんさい）」と呼んでいる。

## 交通
- JR相模線番田駅 徒歩6分。

## 部活動
創立当初から10数年間は陸上部の強豪として県内では有名であった。大学進学後に箱根駅伝に出場したOBも多い。
1984年の夏の高校野球神奈川大会において、野球部が前年に春・夏の甲子園で準優勝した横浜商業（Y校）に8対5で勝利し、当時全国屈指の強豪校であった横浜商業（Y校）をまさかの初戦敗退とした。
美術部はかつて全国高等学校版画選手権大会（はんが甲子園）の本戦選抜校の常連であった。優勝（新潟県知事賞受賞）経験も有する。

## 著名な出身者
- 飯田成一（ZI-KILL、CRAZE）
- 奥田浩史（映像編集）　- 日本アカデミー賞優秀編集賞受賞（第27回・第29回）
- 飯田里樹（音響監督）
- 長田頼宗（ボートレーサー）
- 吉良裕幸（ロジスティーダジャパン - 代表取締役）